# Związek Mniejszości Narodowych w Niemczech
Związek Mniejszości Narodowych w Niemczech (niem. Verband der nationalen Minderheiten in Deutschland) – organizacja polityczna działająca w latach 1924–39 w Republice Weimarskiej w celu obrony praw mniejszości narodowych w Niemczech: Serbów łużyckich, Duńczyków, Polaków, Fryzów oraz Litwinów.

## Historia
Została powołana do życia 26 stycznia 1924 roku podczas zjazdu w Berlinie. W jej skład weszły następujące organizacje:
- Związek Polaków w Niemczech
- Związek Szlezwicki
- Związek Fryzyjsko-Szlezwicki
- Serbska Partia Ludowa
- Zjednoczenie Litwinów (od 1927 roku)

W wyborach do Reichstagu w 1924 roku wspólna Lista Mniejszości Narodowych nie odniosła sukcesu – na jej kandydatów padło ogółem 132 tys. głosów (w tym 101 tys. w regionach zamieszkanych przez Polaków), co nie przełożyło się nawet na jeden mandat. Porażka wyborcza z 1924 roku doprowadziła do osłabienia Związku, jednak formalnie istniał on do 1939 roku kiedy został rozwiązany przez nazistów.

## Zarząd
Prezesem Związku został wybrany Stanisław Sierakowski, w latach 30. zastąpił go Duńczyk Ernst Christiansen. Sekretarzem generalnym organizacji był dr Jan Kaczmarek.

## Działalność wydawnicza
Związek wydawał od maja 1925 roku swoje pismo: początkowo pod nazwą "Kulturwille", później "Kulturwehr". Jego redaktorem został Łużyczanin Jan Skala. 